# نصرالله مقتدر مژدهی
نصرالله مژدهی (متولد ۱۴ فروردین ۱۳۰۰ رشت – درگذشته ۲۳ اردیبهشت ۱۳۹۱ لندن) ملقب به مقتدر، استاد پزشکی داخلی، و دولتمرد ایرانی بود. او چهاردهمین رئیس دانشگاه علوم پزشکی تهران و از ۱۳۵۲ تا ۱۳۵۴ چهارمین رئیس دانشگاه فردوسی مشهد بود. او به عنوان سناتور و نیز وزیر بهداری و بهزیستی ایران در کابینه‌های جمشید آموزگار و جعفر شریف‌امامی مشغول به کار بود.

## زندگی و تحصیلات
تحصیلات متوسط را در دبیرستان شاپور رشت گذراند. تحصیلات عالی خود را در رشته پزشکی دانشکدهٔ پزشکی تهران در سال ۱۳۲۵ بپایان رسانید خدمت وظیفه را در دانشکدهٔ افسری انجام داد. در سال ۱۳۲۸ دانشیار کرسی بیماری‌های گندزدا شد و در سال ۱۳۳۰ برای ادامه تحصیل به کشور انگلستان عزیمت کرده و بعد از بازگشت به ایران برای تدریس به دانشکدهٔ پزشکی شیراز عزیمت نمودند. در سال ۱۳۴۰ عضو شورای دانشکده پزشکی گردید. وی پسا دکتری را در دانشگاه ادینبرو و دورهٔ فلوشیپ را در دانشکده پزشکی جانز هاپکینز، در بالتیمور مریلند تکمیل کرد. در سال ۱۳۴۵ بار دیگر به عنوان استاد به دانشگاه علوم پزشکی تهران به عنوان استاد پزشکی داخلی با تخصص در امراض عفونی پیوست.
از ۱۳۴۶ تا ۱۳۴۸ در دورهٔ ریاست عالیخانی به عنوان قائم مقام رئیس دانشگاه تهران فعالیت کرد و از سال ۱۳۴۸ تا ۱۳۴۹ رئیس دانشکده پزشکی دانشگاه تهران بود. در ۱۳۵۲ با فرمان محمدرضا شاه پهلوی و به توصیهٔ اسدالله علم، وزیر دربار، مژدهی به عنوان رئیس دانشکده پزشکی مشهد منصوب شد.
نصرالله مقتدر مژدهی در سال ۱۳۹۱در لندن درگذشت.

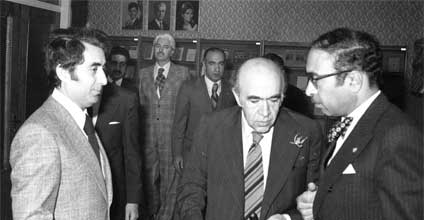
تهران (۱۳۵۳) از راست: فرهنگِ مهر، امیرعباس هویدا، غلامرضا کیانپور، نصرالله مقتدر، مژدهی و عبدالحسین سمیعی

## سوابق اجرایی
- رئیس بخش عفونی بیمارستان پهلوی
- عضو کمیتهٔ بیماری‌ها
- رئیس دانشکده پزشکی ۱۳۴۸–۱۳۴۹
- رئیس دانشکده پزشکی مشهد
- وزیر بهداری و بهزیستی

## آثار (کتاب)
- تب (راهنمای تشخیص انواع تب و بیماری‌های تب دار)
- بیماری‌های عفونی.[۴]

## فعالیت‌های سیاسی
از ۱۳۵۲تا ۱۳۵۴نمایندگی تهران در سنای ایران را عهده‌دار بود. همچنین در کابینه جعفر شریف‌امامی مسوولیت وزارت بهداری و بهزیستی را برعهده داشت.